# Благо Александров
Благо Александров (роден на 26 февруари 1966 г.) е бивш български футболист, нападател.

## Кариера
Играл е за ЦСКА, Славия, Янтра, Локомотив (София), Шавеш (Португалия), Велбъжд и Верила. Вицешампион и носител на купата на страната през 1993 г. с ЦСКА и вицешампион със Славия през 1990 г. Голмайстор на Славия през сезон 1993/94 г. с 15 гола, общо за „белите“ има 26 гола, за ЦСКА е отбелязал 14 гола, за Локомотив (Сф) - 11 гола, за Янтра - 6 гола и за Велбъжд - 3 гола. За купата на УЕФА е изиграл 4 мача за Славия. Има 2 мача за националния отбор.

## Статистика по сезони
- Славия - 1988/89 - А група, 10/1
- Славия - 1989/90 - А група, 18/2
- Янтра - 1990/91 - А група, 28/9
- Локомотив (Сф) - 1991/92 - А група, 20/2
- Янтра - 1992/93 - А група, 27/6
- Славия - 1993/94 - А група, 24/6
- ЦСКА - 1994/95 - А група, 4/3
- Шавеш - 1995/ес. - Португалска Суперлига, 0/0
- Велбъжд - 1996/пр. - А група, 14/3
- Верила - 1996/97 - В група, 21/8